# Albert Sylla
Pour les articles homonymes, voir Sylla.
 (juillet 2024).
La mise en forme du texte ne suit pas les recommandations de Wikipédia : il faut le « wikifier ».
Les points d'amélioration suivants sont les cas les plus fréquents :
- Les titres sont pré-formatés par le logiciel. Ils ne sont ni en capitales, ni en gras.
- Le texte ne doit pas être écrit en capitales (les noms de famille non plus), ni en gras, ni en italique, ni en « petit »…
- Le gras n'est utilisé que pour surligner le titre de l'article dans l'introduction, une seule fois.
- L'italique est rarement utilisé : mots en langue étrangère, titres d'œuvres, noms de bateaux, etc.
- Les citations ne sont pas en italique mais en corps de texte normal. Elles sont entourées par des guillemets français : « et ».
- Les listes à puces sont à éviter, des paragraphes rédigés étant largement préférés. Les tableaux sont à réserver à la présentation de données structurées (résultats, etc.).
- Les appels de note de bas de page (petits chiffres en exposant, introduits par l'outil «  Source ») sont à placer entre la fin de phrase et le point final[comme ça].
- Les liens internes (vers d'autres articles de Wikipédia) sont à choisir avec parcimonie. Créez des liens vers des articles approfondissant le sujet. Les termes génériques sans rapport avec le sujet sont à éviter, ainsi que les répétitions de liens vers un même terme.
- Les liens externes sont à placer uniquement dans une section « Liens externes », à la fin de l'article. Ces liens sont à choisir avec parcimonie suivant les règles définies. Si un lien sert de source à l'article, son insertion dans le texte est à faire par les notes de bas de page.
- La présentation des références doit suivre les conventions bibliographiques. Il est recommandé d'utiliser les modèles {{Ouvrage}}, {{Chapitre}}, {{Article}}, {{Lien web}} et/ou {{Bibliographie}}. Le mode d'édition visuel peut mettre en forme automatiquement les références.
- Insérer une infobox (cadre d'informations à droite) n'est pas obligatoire pour parachever la mise en page.

Pour une aide détaillée, merci de consulter Aide:Wikification.
Si vous pensez que ces points ont été résolus, vous pouvez retirer ce bandeau et améliorer la mise en forme d'un autre article.
Albert Sylla (18 février 1909 – 19 juillet 1967) était un médecin et homme politique malgache.

## Jeunesse
Albert Sylla est né le 18 février 1909 à Tuléar, d'un père français inconnu et de Louisa Sylla, une mère créole. Enfant, il a été éduqué dans des missions catholiques, fréquentant les Frères de Saint-Gabriel à Nosy Be, puis le Collège des Frères Chrétiens de Saint-Joseph à Tamatave. Après avoir été admis à l'école Myre de Vilers, il a commencé ses études à l'École de Médecine d'Antananarivo en 1926, où il a obtenu le grade de Senior Medical Officer, le plus haut degré accessible aux fonctionnaires locaux.

## Vie personnelle
En 1932, à Tamatave, Albert Sylla a épousé Laguet, une femme d'origine européenne et créole de La Réunion, avec laquelle il a eu six enfants. La famille a vécu dans plusieurs villes de Madagascar, notamment Fianarantsoa, Tuléar, Tananarive, Mananara, Île Sainte-Marie, et enfin Tamatave, où il a été affecté en septembre 1946 après la naissance de son fils Jacques Sylla.

## Carrière politique
Albert Sylla a contribué à la formation du Parti des déshérités de Madagascar (PADESM) et est entré en politique lorsqu'il a été élu conseiller provincial le 30 mars 1952. La même année, il est devenu vice-ministre de l'Agriculture et du Tourisme. Son fils, Jacques Sylla, a été Premier ministre de 2002 à 2007 pendant la présidence de Marc Ravalomanana.
En 1953, Albert Sylla a été élu conseiller à l'Assemblée de l'Union française, et il s'est présenté sur la liste de l'Entente franco-malgache dans l'Union française. Le 28 août 1956, alors qu'il assistait à une réunion à Tamatave, il est devenu président de la section locale de l'UDSM, formée par Norbert Zafimahova.
Élection au Sénat
Albert Sylla a été élu sénateur le 27 mai 1959, un mandat qui a pris fin le 16 mars 1961. Il a été délégué par l'Assemblée nationale de la République malgache et a siégé au sein du Groupe de l'union pour la Communauté. Pendant son mandat, il a été membre de la commission de l'enseignement supérieur et des relations culturelles.
Mandats et Affiliations
Albert Sylla a occupé plusieurs postes importants :
- Député de l'Assemblée nationale
- Membre de l'Assemblée de l'Union française
- Membre de l'Assemblée provinciale

Ministre des Affaires étrangères
Après que Madagascar a obtenu son indépendance de la France le 26 juin 1960, Albert Sylla a été nommé par le président Philibert Tsiranana au poste de ministre des Affaires étrangères, et a présidé la délégation malgache lors des réunions de l'Organisation de l'unité africaine.

## Décès
Le 19 juillet 1967, un Douglas DC-4 d'Air Madagascar, sur un vol régulier d'Antananarivo à Tamatave et Diego Suarez, s'est écrasé après le décollage de l'aéroport international d'Ivato, tuant 42 personnes, dont Albert Sylla. Le gouvernement malgache a tenu une réunion d'urgence après l'accident, et il a été annoncé que Sylla aurait des funérailles d'État. Albert Sylla a été remplacé au poste de ministre des Affaires étrangères par Jacques Rabemananjara le 22 août 1967, après que le président Tsiranana a remanié son cabinet à la suite de la mort de Sylla,,,.